# Troisième circonscription de la Haute-Saône
La troisième circonscription de la Haute-Saône est une ancienne circonscription électorale française du département de la Haute-Saône. Créée en 1986, elle a été supprimée lors du redécoupage électoral de 2010.

## Description géographique et démographique
La troisième circonscription de la Haute-Saône est délimitée par le découpage électoral de la loi n°86-1197 du 24 novembre 1986
, elle regroupe les divisions administratives suivantes : Cantons de Amance, Combeaufontaine, Faucogney-et-la-Mer, Jussey, Luxeuil-les-Bains, Port-sur-Saône, Saint-Loup-sur-Semouse, Saint-Sauveur, Saulx, Vauvillers, Vitrey-sur-Mance.
D'après le recensement général de la population en 1999, réalisé par l'Institut national de la statistique et des études économiques (INSEE), la population totale de cette circonscription est estimée à 67219 habitants,.

## Historique des députations
| Législature | Début de mandat | Fin de mandat  | Député            | Parti politique | Observations |
| ----------- | --------------- | -------------- | ----------------- | --------------- | --- |
| IXe         | 23 juin 1988    | 1er avril 1993 | Philippe Legras   | RPR             | Conseiller général pour le canton de Faucogney-et-la-Mer                                                                                       |
| Xe          | 2 avril 1993    | 21 avril 1997  | Philippe Legras,  | RPR,            | Conseiller général pour le canton de Faucogney-et-la-Mer Mandat écourté à la suite d'une dissolution parlementaire décidée par Jacques Chirac. |
| XIe         | 12 juin 1997    | 18 juin 2002   | Jean-Paul Mariot, | PS,             | Maire de Port-sur-Saône |
| XIIe        | 19 juin 2002    | 19 juin 2007   | Michel Raison,    | UMP,            | Adjoint au Maire de Saponcourt jusqu'en 2005 Vice-président du Conseil régional de Franche-Comté jusqu'en 2004                                 |
| XIIIe       | 20 juin 2007    | 19 juin 2012   | Michel Raison     | UMP puis RS     | Maire de Luxeuil-les-Bains depuis 2008 |

## Historique des élections

### Élections de 1988
| Candidat       | Candidat                      | Parti                      | Premier tour | Premier tour | Second tour | Second tour |  |
| Candidat       | Candidat                      | Parti                      | Voix         | %            | Voix        | %           |  |
| -------------- | ----------------------------- | -------------------------- | ------------ | ------------ | ----------- | ----------- |  |
|                | Philippe Legras sortant réélu | RPR (URC)                  | 16 425       | 45,73        | 20 535      | 51,72       |  |
|                | Pierre Dabezies               | Divers gauche (Maj. prés.) | 13 653       | 38,01        | 19 168      | 48,28       |  |
|                | François Monin                | PCF                        | 2 991        | 8,33         |             |             |  |
|                | Bernadette Missey             | FN                         | 2 848        | 7,93         |             |             |  |
|                |                               |                            |              |              |             |             |  |
| Inscrits       | Inscrits                      | Inscrits                   | 51 716       | 100,00       | 51 701      | 100,00      |  |
| Abstentions    | Abstentions                   | Abstentions                | 14 459       | 27,96        | 10 553      | 20,41       |  |
| Votants        | Votants                       | Votants                    | 37 257       | 72,04        | 41 148      | 79,59       |  |
| Blancs et nuls | Blancs et nuls                | Blancs et nuls             | 1 340        | 3,6          | 1 445       | 3,51        |  |
| Exprimés       | Exprimés                      | Exprimés                   | 35 917       | 96,4         | 39 703      | 96,49       |  |

Le suppléant de Philippe Legras était Georges Lasne, UDF, chef de service retraité, premier adjoint au maire de Jussey.

### Élections de 1993
| Candidat       | Candidat                      | Parti                      | Premier tour | Premier tour | Second tour | Second tour |  |
| Candidat       | Candidat                      | Parti                      | Voix         | %            | Voix        | %           |  |
| -------------- | ----------------------------- | -------------------------- | ------------ | ------------ | ----------- | ----------- |  |
|                | Philippe Legras sortant réélu | RPR (UPF)                  | 16 174       | 47,34        | 20 903      | 59,8        |  |
|                | Jean-Noël Jeanneney           | Divers gauche (Maj. prés.) | 8 016        | 23,46        | 14 051      | 40,2        |  |
|                | Norbert Just                  | FN                         | 3 973        | 11,63        |             |             |  |
|                | Danielle Olivier-Koehret      | GÉ (EÉ)                    | 2 484        | 7,27         |             |             |  |
|                | François Monin                | PCF                        | 1 671        | 4,89         |             |             |  |
|                | Michèle Dalas                 | LT-LNÉ                     | 1 031        | 3,02         |             |             |  |
|                | Jean-Claude Poulet            | AP                         | 474          | 1,39         |             |             |  |
|                | Gérard Van der Stichelen      | Divers                     | 343          | 1            |             |             |  |
|                |                               |                            |              |              |             |             |  |
| Inscrits       | Inscrits                      | Inscrits                   | 51 765       | 100,00       | 51 753      | 100,00      |  |
| Abstentions    | Abstentions                   | Abstentions                | 14 514       | 28,04        | 13 873      | 26,81       |  |
| Votants        | Votants                       | Votants                    | 37 251       | 71,96        | 37 880      | 73,19       |  |
| Blancs et nuls | Blancs et nuls                | Blancs et nuls             | 3 085        | 8,28         | 2 926       | 7,72        |  |
| Exprimés       | Exprimés                      | Exprimés                   | 34 166       | 91,72        | 34 954      | 92,28       |  |

Le suppléant de Philippe Legras était Georges Lasne.

### Élections de 1997
| Candidat       | Candidat                | Parti          | Premier tour | Premier tour | Second tour | Second tour |  |
| Candidat       | Candidat                | Parti          | Voix         | %            | Voix        | %           |  |
| -------------- | ----------------------- | -------------- | ------------ | ------------ | ----------- | ----------- |  |
|                | Philippe Legras sortant | RPR            | 11 345       | 33,62        | 17 573      | 47,54       |  |
|                | Jean-Paul Mariot élu    | app. PS        | 9 396        | 27,85        | 19 388      | 52,46       |  |
|                | Marie-France Ligney     | FN             | 6 015        | 17,83        |             |             |  |
|                | Jean-Loup Coly          | MDC            | 3 470        | 10,28        |             |             |  |
|                | Maryvonne Dumora        | PCF            | 1 944        | 5,76         |             |             |  |
|                | Didier Tribout          | LDI (MPF)      | 1 084        | 3,21         |             |             |  |
|                | Jean-Claude Poulet      | Extrême droite | 487          | 1,44         |             |             |  |
|                |                         |                |              |              |             |             |  |
| Inscrits       | Inscrits                | Inscrits       | 50 853       | 100,00       | 50 819      | 100,00      |  |
| Abstentions    | Abstentions             | Abstentions    | 14 148       | 27,82        | 11 113      | 21,87       |  |
| Votants        | Votants                 | Votants        | 36 705       | 72,18        | 39 706      | 78,13       |  |
| Blancs et nuls | Blancs et nuls          | Blancs et nuls | 2 964        | 8,08         | 2 745       | 6,91        |  |
| Exprimés       | Exprimés                | Exprimés       | 33 741       | 91,92        | 36 961      | 93,09       |  |

Le suppléant de Jean-Paul Mariot était Jean-Louis Mariey, directeur d'école retraité, maire de Saint-Loup-sur-Semouse, conseiller général du canton de Saint-Loup-sur-Semouse.

### Élections de 2002
| Candidat       | Candidat                 | Parti          | Premier tour | Premier tour | Second tour | Second tour |  |
| Candidat       | Candidat                 | Parti          | Voix         | %            | Voix        | %           |  |
| -------------- | ------------------------ | -------------- | ------------ | ------------ | ----------- | ----------- |  |
|                | Michel Raison élu        | UMP            | 12 723       | 38,06        | 17 275      | 51,47       |  |
|                | Jean-Paul Mariot sortant | app. PS        | 12 260       | 36,68        | 16 287      | 48,53       |  |
|                | Anne-Marie Jeanmougin    | FN             | 4 969        | 14,86        |             |             |  |
|                | Claude Cavagnac          | CPNT           | 606          | 1,81         |             |             |  |
|                | Daniel Rouillon          | LO             | 583          | 1,74         |             |             |  |
|                | Maryvonne Dumora         | PCF            | 559          | 1,67         |             |             |  |
|                | Guy Batlogg              | MÉI            | 540          | 1,62         |             |             |  |
|                | Marie-France Ligney      | MNR            | 526          | 1,57         |             |             |  |
|                | Christine Jeanmougin     | PT             | 273          | 0,82         |             |             |  |
|                | Emmanuelle Bouget        | GÉ             | 192          | 0,57         |             |             |  |
|                | Gaëtan Jacques           | Divers         | 127          | 0,38         |             |             |  |
|                | Alain Gérard             | Divers         | 70           | 0,21         |             |             |  |
|                |                          |                |              |              |             |             |  |
| Inscrits       | Inscrits                 | Inscrits       | 51 597       | 100,00       | 51 577      | 100,00      |  |
| Abstentions    | Abstentions              | Abstentions    | 16 920       | 32,79        | 16 078      | 31,17       |  |
| Votants        | Votants                  | Votants        | 34 677       | 67,21        | 35 499      | 68,83       |  |
| Blancs et nuls | Blancs et nuls           | Blancs et nuls | 1 249        | 3,6          | 1 937       | 5,46        |  |
| Exprimés       | Exprimés                 | Exprimés       | 33 428       | 96,4         | 33 562      | 94,54       |  |

La suppléante de Michel Raison était Christiane Jansen, responsable de service comptabilité, maire de Saint-Loup-sur-Semouse. Christiane Jansen est décédée en 2004.

### Élections de 2007
|                | Michel Raison sortant réélu | UMP            | 16 353 | 50,45  |  |  |  |
|                | Jean-Paul Mariot            | PS             | 9 819  | 30,29  |  |  |  |
|                | Anne-Marie Jeanmougin       | FN             | 1 879  | 5,8    |  |  |  |
|                | Christian Salles            | UDF–MoDem      | 1 024  | 3,16   |  |  |  |
|                | Marie-Claire Thomas         | Les Verts      | 921    | 2,84   |  |  |  |
|                | Francine Gay                | LCR            | 552    | 1,7    |  |  |  |
|                | Patrick Lievin              | PCF            | 540    | 1,67   |  |  |  |
|                | Claude Cavagnac             | CPNT           | 507    | 1,56   |  |  |  |
|                | Yasmina Gharet              | LO             | 310    | 0,96   |  |  |  |
|                | Louis Nicot                 | MNR            | 195    | 0,6    |  |  |  |
|                | Bernard Genet               | Divers         | 183    | 0,56   |  |  |  |
|                | Christine Jeanmougin        | PT             | 134    | 0,41   |  |  |  |
|                |                             |                |        |        |  |  |  |
| Inscrits       | Inscrits                    | Inscrits       | 51 743 | 100,00 |  |  |  |
| Abstentions    | Abstentions                 | Abstentions    | 18 349 | 35,46  |  |  |  |
| Votants        | Votants                     | Votants        | 33 394 | 64,54  |  |  |  |
| Blancs et nuls | Blancs et nuls              | Blancs et nuls | 977    | 2,93   |  |  |  |
| Exprimés       | Exprimés                    | Exprimés       | 32 417 | 97,07  |  |  |  |

#### Département de la Haute-Saône
- La fiche de l'INSEE de cette circonscription : « Tableaux et Analyses de la troisième circonscription de la Haute-Saône », sur insee.fr, site de l'Institut national de la statistique et des études économiques (consulté le 10 juin 2007) [PDF]

- « Tous les députés du département de la Haute-Saône depuis 1789 », sur assemblee-nationale.fr, site de l'Assemblée nationale française (consulté le 10 juin 2007)

- « Informations contentieuses sur le département de la Haute-Saône (Élections législatives de 2002) », sur conseil-constitutionnel.fr, site du Conseil constitutionnel (consulté le 13 juin 2007)

#### Circonscriptions en France
- « Carte des circonscriptions législatives en France », sur assemblee-nationale.fr, site de l'Assemblée nationale française (consulté le 10 juin 2007)

- « Résultats électoraux officiels en France », sur interieur.gouv.fr, site du ministère de l'Intérieur (France) (consulté le 13 juin 2007)

- Description et Atlas des circonscriptions électorales de France sur http://www.atlaspol.com, Atlaspol, site de cartographie géopolitique, consulté le 13 juin 2007.